# Hans Lindström
För andra betydelser, se Hans Lindström (olika betydelser).
Hans Peter Helmer Lindström, född 4 januari 1950 i Öja i Småland, död 18 januari 2021 i Sankt Peters klosters distrikt i Lund, var en svensk satirtecknare.

## Biografi
Hans Lindström växte upp i bruksorten Gransholm. Efter skolgång i Växjö var han under åren 1968–1979 industriarbetare, betongarbetare, sjukvårdsbiträde och truckförare. Från 1980 utbildade han sig först till ämneslärare på Högskolan i Växjö och blev därefter filosofie doktor vid Lunds universitet 1993 på avhandlingen Skrattet åt världen i litteraturen. Han arbetade som skämttecknare på dagstidningen Arbetet i Malmö. Hans skämtteckningar kännetecknades av absurd humor, men han var också samtidssatiriker. Hans teckningar har senare publicerats i bland annat Dagens Nyheter, Hemmets veckotidning, Hundsport och Uti vår hage men även i en rad album.
Hans Lindström är begravd på Norra kyrkogården i Lund.

### Tecknade album
1. Hackad lök, (1998), ISBN 91-7231-012-X
2. Kebab, (1998), ISBN 91-7231-015-4
3. Kamikaze, (1999), ISBN 91-7231-024-3
4. Amore, (2000), ISBN 91-638-2028-5
5. Hundar, (2001), ISBN 91-86794-33-7
6. Kvinnor, (2002), ISBN 91-86794-28-0
7. Jultider, (2002), ISBN 91-86794-25-6
8. Folkhemmet, (2002), ISBN 91-86794-47-7
9. Barhuvad, (2003), ISBN 91-86794-38-8
10. Chic, (2004), ISBN 91-86794-46-9
11. Oh, Herregud!, (2004), ISBN 91-86794-51-5
12. Déjà vu, (2005), ISBN 91-86794-59-0
13. Feminister, (2005), ISBN 91-86794-62-0
14. Eklips, (2006), ISBN 91-86794-63-9
15. Idyller, (2007), ISBN 91-86794-77-9
16. Skurkstreck, (2008), ISBN 91-86003-05-4
17. Fläskläpp, (2009), ISBN 978-91-86003-29-6 ; ISBN 91-86003-29-1
18. Tuppjuck, (2010), ISBN 9789186003616
19. Hans Lindströms samlade undanflykter, (2011), ISBN 91-86003-83-6 ; ISBN 978-91-86003-83-8
20. Det är något skumt med den här garderoben, (2012), ISBN 978-91-86003-98-2
21. HBT-frågan inom äldrevården och andra intressanta ämnen,  (2013, ISBN 978-91-7515-024-6
22. Dina hemorrojder syns på Facebook, (2014), ISBN 978-91-7515-043-7

### Övrigt
- Alla barnen- : de värsta nya sjukisarna, (1991), ISBN 91-37-10110-2 — red: Karl Nordlander, ill: Hans Lindström
- Skrattet åt världen i litteraturen, (1993), ISBN 91-7798-748-9 — litteraturvetenskap
- Lindströms almanacka 2007, (2006), ISBN 91-86794-64-7
- På dansk: Lindström, utvalg och översättning Jesper Deleuran. (2005) forlaget politisk revy, Köpenhamn ISBN 87-7378-257-2